# Конјугација (групе)
Конјугација или унутрашњи аутоморфизам у теорији група је релација између елемената групе. За елементе а и b каже се да су међусобно коњуговани када постоји неки елемент g из групе тако да важи . Конјугација је релација еквиваленције, односно она је симетрична, рефлексивна и транзитивна релација.
Сви међусобно коњуговани елементи чине једну класу конњугације. Група свих класа конјугација разлаже групу на класе еквиваленције.